# روابط ایتالیا و عراق

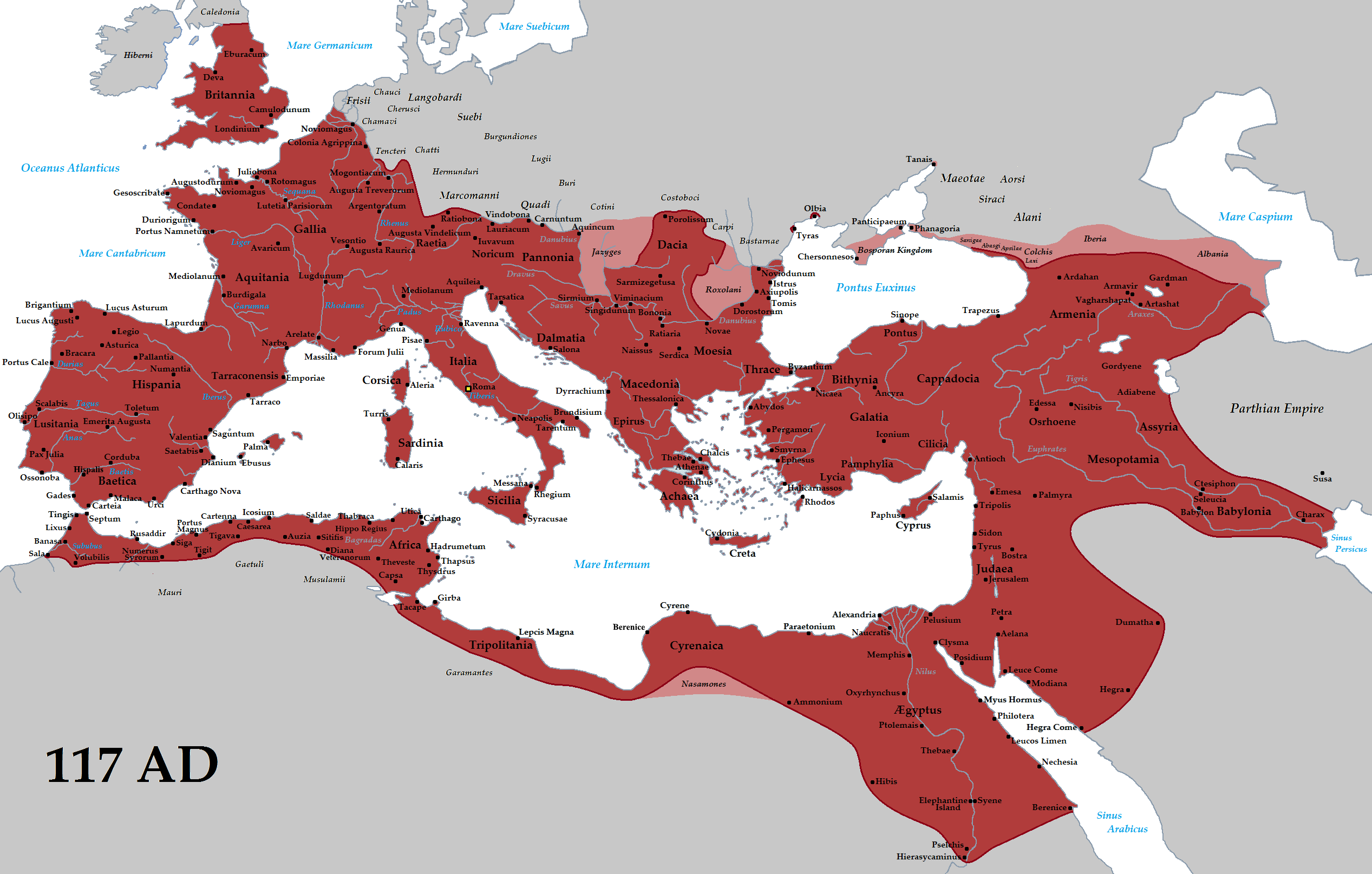
مناطق وسیعی از عربستان تحت امپراتوری روم قرار گرفت

روابط ایتالیا و عراق روابط به روابط دوجانبه بین عراق و ایتالیا اشاره دارد. عراق یک سفارت در رم دارد و ایتالیا یک سفارت در بغداد و یک کنسولگری در بصره داشت.

## تاریخچه

### از استقلال عراق (۱۹۳۲) تا حکومت بعث (۱۹۶۸)
در ژوئن ۱۹۴۰، زمانی که ایتالیای فاشیستی به جنگ جهانی دوم پیوست، در کنار آلمان، دولت عراق که طرف بریتانیا بود، روابط دیپلماتیک خود را مانند آلمان قطع نکرد. بنابراین، نمایندگی ایتالیا در بغداد به مرکز اصلی تبلیغات محور و برانگیختن احساسات ضد انگلیسی تبدیل شد. در این امر محمد امین الحسینی مفتی اعظم اورشلیم به آنها کمک کرد. مفتی اعظم اندکی قبل از شروع جنگ از فلسطین گریخت و در بغداد پناهندگی گرفت.
پس از کودتای ۱۹۴۱ عراق، برنامه‌های فوری رهبران جدید عراق، امتناع از امتیازات بیشتر به بریتانیا، حفظ روابط دیپلماتیک با ایتالیای فاشیست، و اخراج بیشتر سیاستمداران برجسته طرفدار بریتانیا از کشور بود.
پس از جنگ انگلیس و عراق، رشید علی و مفتی اورشلیم به ایران گریختند، سپس به ترکیه، سپس به ایتالیا و در نهایت به برلین، آلمان، جایی که هیتلر از علی به عنوان رئیس دولت عراق در تبعید استقبال کرد. در برنامه‌های تبلیغاتی برلین، مفتی همچنان از اعراب می‌خواست تا علیه بریتانیا قیام کنند و به نیروهای آلمانی و ایتالیایی کمک کنند. او همچنین به استخدام داوطلبان مسلمان در بالکان برای نیروی اس اس کمک کرد.

### جنگ ایران و عراق
روابط بین این دو با ارسال کمک‌های اقتصادی و دریایی ایتالیا به صدام حسین در جنگ ایران و عراق در دهه ۱۹۸۰ تقویت شد.
ایتالیا در طول جنگ ایران و عراق تدارکات قابل توجهی به عراق ارائه کرد. با این حال، بزرگ‌ترین تأثیر آن مالی بود، زیرا شعبه ایالات متحده از بزرگ‌ترین بانک دولتی، بانک ملی دل لاورو (BNL) در ایتالیا چندین میلیارد دلار بودجه برای تدارکات نظامی عراق فراهم کرد. ایتالیا همچنین تأمین کننده اصلی برنامه هسته ای عراق بود، اگرچه این امر تأثیر مستقیمی بر جنگ ایران و عراق نداشت.
با توجه به تدارکات نظامی متعارف، ایتالیا مین‌های زمینی و دریایی را برای عراق و ایران فراهم کرد. عراق کشتی‌ها و بالگردهای نیروی دریایی را به ایتالیا سفارش داده بود، اگرچه کشتی‌ها تحت تحریم توقیف شدند.
در سال ۱۹۹۰، روبرتو فرمیگونی هنگامی که در مأموریتی به عراق شرکت کرد، توجهات را به خود جلب کرد که با آزادی تعدادی از تکنسین‌های ایتالیایی که گروگان دولت محلی بودند، با موفقیت به پایان رسید.

### جنگ خلیج فارس ۱۹۹۱
ایتالیا، همراه با سایر کشورهای اروپایی و غیرمتعهد، از پیشنهاد فرانسه در ژانویه ۱۹۹۱ دربارهٔ قطعنامه سازمان ملل متحد که خواستار «خروج سریع و گسترده» از کویت بود، همراه با بیانیه ای به عراق مبنی بر اینکه اعضای شورا «مشارکت فعال» خود را در این زمینه ارائه خواهند کرد، حمایت کردند. حل و فصل سایر مشکلات منطقه، به ویژه درگیری اعراب و اسرائیل و به ویژه مشکل فلسطین با تشکیل در یک لحظه مناسب، یک کنفرانس بین‌المللی برای تضمین امنیت، ثبات و توسعه این منطقه. از جهان.". ایالات متحده و بریتانیا آن را رد کردند (همراه با اتحاد جماهیر شوروی).
ایتالیا سپس به ائتلاف چندملیتی برای عملیات سپر صحرا و عملیات طوفان صحرا پیوست.

### آخرین دوره صدام حسین (۲۰۰۳–۱۹۹۱)
عراق و ایتالیا طی نشستی در اواسط سال ۲۰۰۰، بین رئیس موقت مجلس ملی عراق (پارلمان) حمید رشید الراوی و یک هیئت پارلمانی ایتالیایی که در حال بازدید بودند، توافق کردند که روابط پارلمانی را تقویت کنند. به گزارش خبرگزاری رسمی عراق، الراوی روابط عراق با ایتالیا را بررسی و نسبت به گسترش آن در همه زمینه‌ها ابراز امیدواری کرد. روکو بوتیگلیونه، رئیس هیئت ایتالیایی، ضرورت ارتقای روابط پارلمانی با عراق را تأیید و با مردم عراق در مقابله با تحریم‌های چند دهه‌ای سازمان ملل متحد اعلام همبستگی کرد.
روبرتو فرمیگونی بعداً با خرید ۱۰۰۰۰۰۰ بشکه نفت (۱۶۰۰۰۰ مترمکعب) درگیر رسوایی نفت در برابر غذا شد.

### دخالت ایتالیا در حمله سال ۲۰۰۳ به عراق
در ژانویه ۲۰۰۳، فعالان حزب رادیکال ایتالیا سعی در میانجی‌گری توافقی (کمپین عراق آزاد) داشتند که منجر به تبعید صدام حسین و انتقال مسالمت‌آمیز در عراق می‌شد و بنابراین تهاجم را متوقف کرد. پارلمان ایتالیا دولت را که پذیرفته بود موظف کرده بود که به عنوان جایگزینی برای جنگ، هدف عراق آزاد را دنبال کند. این اقدام به دلیل عدم تمایل دولت‌های آمریکا و بریتانیا برای دستیابی به آن متوقف شد، اگرچه ایتالیا از طریق تماس با معمر قذافی، پذیرش صدام را تضمین کرده بود. رادیکال‌ها بعداً به شدت با اعدام صدام حسین و طارق عزیز مخالفت کردند.
سپس دولت برلوسکونی به‌طور کامل از ایالات متحده در تلاش آنها برای دریافت مجوز سازمان ملل برای حمله به عراق در سال ۲۰۰۳ حمایت کرد. در فوریه ۲۰۰۳، کالین پاول، وزیر امور خارجه ایالات متحده، در مجمع عمومی سازمان ملل سخنرانی کرد و به تلاش‌های ایالات متحده برای کسب مجوز سازمان ملل برای تهاجم ادامه داد. پاول شواهدی ارائه کرد که مدعی بود عراق به‌طور فعال سلاح‌های شیمیایی و بیولوژیکی تولید می‌کرد و با القاعده ارتباط داشت. در ادامه ارائه پاول، ایالات متحده، بریتانیا، لهستان، ایتالیا، استرالیا، دانمارک، ژاپن و اسپانیا قطعنامه ای را پیشنهاد کردند که اجازه استفاده از ابزار تهاجمی در عراق را می‌دهد، اما اعضای ناتو مانند کانادا، فرانسه و آلمان، همراه با روسیه، به شدت بر ادامه دیپلماسی تأکید کردند. ایالات متحده، بریتانیا، اسپانیا، لهستان، دانمارک، ایتالیا، ژاپن و استرالیا در مواجهه با رای باخت و همچنین احتمال وتوی فرانسه و روسیه، سرانجام قطعنامه خود را پس گرفتند.
در مارس ۲۰۰۳، ایالات متحده، بریتانیا، اسپانیا، استرالیا، لهستان، دانمارک و ایتالیا با انبوهی از روابط عمومی و تحرکات نظامی، آماده شدن برای حمله به عراق را آغاز کردند. بوش در سخنرانی خود در ۱۷ مارس ۲۰۰۳ خطاب به ملت، از حسین و دو پسرش عدی و قصی خواست که تسلیم شوند و عراق را ترک کنند و به آنها مهلتی ۴۸ ساعته داد. اما آمریکا بمباران عراق را یک روز قبل از پایان مهلت مقرر آغاز کرد. در ۱۸ مارس ۲۰۰۳ بمباران عراق توسط ایالات متحده، انگلستان، اسپانیا، لهستان، استرالیا و دانمارک آغاز شد. برخلاف جنگ اول خلیج فارس یا جنگ در افغانستان، این جنگ مجوز صریح سازمان ملل را نداشت.
به دلیل جنگ عراق در سال ۲۰۰۳ بسیاری از آثار تاریخی یا به سرقت رفته یا آسیب دیده‌اند. با این حال، بیش از ۴۰ قطعه عاج در رم، در کارگاه‌های مؤسسه مرکزی مرمت بازسازی شد. موزه ملی عراق دارای بزرگ‌ترین مجموعه عاج آشوری در جهان است. در طول پانزده سال گذشته، این مجموعه، چه آثاری که در خزانه‌های بانک مرکزی عراق نگهداری می‌شود و چه آنهایی که هنوز در موزه نگهداری می‌شوند، هم در نتیجه جنگ و هم از شرایط بد حفاظتی آسیب دیده‌اند. برخی از گرانبهاترین اشیاء توسط تیم مرمت در سال ۲۰۰۴، بلافاصله پس از نصب یک کارگاه مرمت جدید توسط وزارت فرهنگ ایتالیا، بازسازی شدند.
بمب‌گذاری سال ۲۰۰۳ ناصریه یک حمله انتحاری به ستاد پلیس نظامی ایتالیا در ناصریه، جنوب بغداد در ۱۲ نوامبر ۲۰۰۳ بود. حداقل ۲۸ نفر از جمله ۱۷ کارابینیر ایتالیایی، دو غیرنظامی ایتالیایی و ۹ غیرنظامی عراقی کشته شدند. بیش از ۱۰۰ نفر از جمله ۱۹ سرباز ایتالیایی زخمی شدند. این حمله بدترین حادثه مربوط به سربازان ایتالیایی از زمان عملیات بازگرداندن امید در سومالی و بیشترین تلفات سربازان ایتالیایی از زمان جنگ جهانی دوم بود.
نجات جولیانا اسگرنا یک عملیات مخفیانه توسط سرویس مخفی ارتش ایتالیا، SISMI, برای نجات روزنامه‌نگار ایتالیایی جولیانا اسگرنا از دست آدم ربایان در عراق بود. پس از بازیابی موفقیت‌آمیز خانم اسگرنا، در ۴ مارس ۲۰۰۵، خودرو با او و دو مأمور مخفی در امتداد جاده فرودگاه بغداد مورد آتش خودی نیروهای ارتش ایالات متحده قرار گرفت. مأمور مخفی نیکولا کالیپاری توسط ماریو لوزانو، متخصص ارتش ایالات متحده کشته شد. این حادثه باعث ایجاد تنش بین دو کشور شد و احتمالاً باعث افزایش خصومت عمومی در مردم ایتالیا نسبت به ایالات متحده آمریکا شد.
نیروهای ایتالیایی در سال ۲۰۰۶ پس از استقرار دولت پرودی در ایتالیا از عراق خارج شدند.

## عراقی‌های در ایتالیا
جمعیت فعلی عراقی‌ها در ایتالیا حدود ۱۷۳۰۰ نفر است. با این حال یک منبع ادعا می‌کند که ۵۶۳۰۰ نفر وجود دارد که تقریباً ۵۰ خانواده است. بیشتر اینها کشیشان، راهبه‌ها و حوزویانی هستند که برای ادامه تحصیل به ایتالیا آمده‌اند. بیشتر هم ساکن در رم هستند.